# Носса-Сеньора-де-Фатіма (Авейру)
Носса-Сеньора-де-Фатіма (порт. Nossa Senhora de Fátima; МФА: [ˈno.sɐ sɐ.ˈɲo.ɾɐ dɨ ˈfa.ti.mɐ]) — колишня парафія в Португалії, в муніципалітеті Авейру. Перебувала у складі округу Авейру.  Входила до регіону Центр. За старим адміністративним поділом, що був чинним до 1976 року, територія парафії належала провінції Берегова Бейра.  Ліквідована 28 січня 2013 року. Увійшла до складу парафії Рекейшу, Носса-Сеньора-де-Фатіма і Наріш. Площа парафії — 12,44 км², населення — 1924 ос. (2011), густота населення — 154,66 осіб/км²
. Патрон — Діва Марія. Поштовий індекс — 3810. Код  — 010514.

## Географія

Авейру (2013)
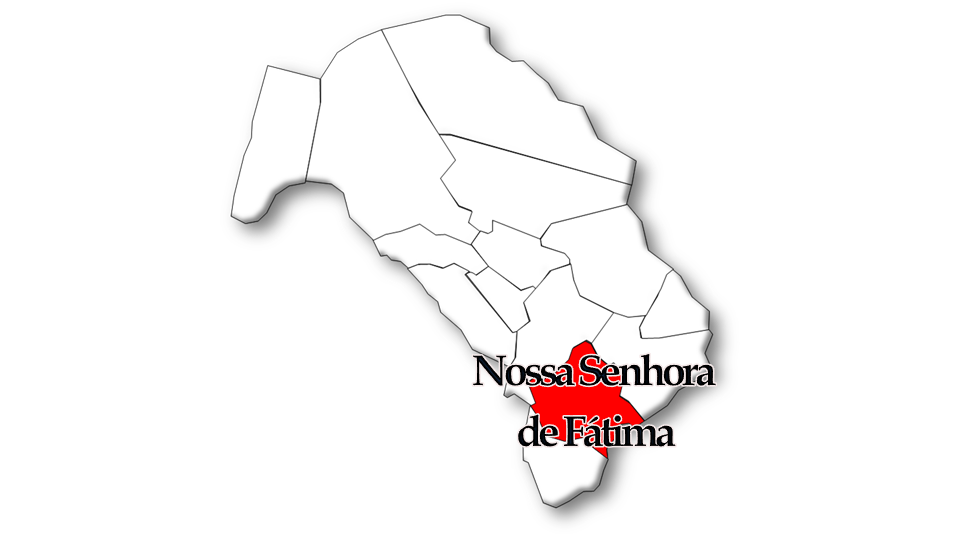
Носса-Сеньора-де-Фатіма

## Населення
| 1991  | 2001  | 2011  |
| 1 809 | 1 870 | 1 924 |